# Boomslang
Boomslang (Dispholidus typus) är en giftig art av bakgifttandade snokar. Den är för närvarande den enda kända arten i sitt släkte. Namnet betyder "trädorm" på afrikaans.

## Utseende
Ormen är slank, blir upp till 2 meter lång och har ett starkt växlande utseende, från klargrön till svart.

## Vanor
Boomslangen lever i Afrika söder om Sahara i ett flertal biotoper med det huvudsakliga kravet att den skall ha tillgång till buskar och träd, där den jagar fåglar och kameleonter.
Ormen är äggläggande och lägger upp till 24 avlånga ägg.

## Giftighet
Boomslangen är en av de få snokar med bakre gifttänder som har orsakat dödsfall hos människor. Den är emellertid mycket skygg, och då munnen är liten och gifttänderna, som namnet "bakgifttandad" anger, sitter långt bak, är det mycket sällan någon blir biten av den. Det finns heller inga rapporter att några andra personer än djurvårdare och andra som hanterar ormar professionellt skall ha blivit bitna. Giftet är ett blodgift som förhindrar blodets levrande, och offren dör av inre blödningar.